# Singles de BTS
O grupo masculino sul-coreano BTS já lançou 22 singles e 2 singles promocionais. 
O grupo estreou na Coreia do Sul em 13 de junho de 2013, com o single "No More Dream", e vendeu cerca de 50.000 cópias. Para apoiar seu primeiro EP, O!RUL8,2?, o grupo lançou "N.O", que teve um sucesso comercial menor em seu país de origem. Eles lançaram quatro singles em 2014, "Boy in Luv", "Just One Day", "Danger" e "War of Hormone", todos os quais entraram nos charts coreanos. "Boy in Luv", o mais bem sucedido, entrou no "Top 50" e vendeu 200.000 cópias.
"I Need U", lançada em abril de 2015, entrou no "Top 5" do Gaon Digital Chart, bem como em 4º lugar no chart americano Billboard World Digital Songs. O grupo lançou mais dois singles em 2015, "Dope" e "Run"; o último alcançou o top 10 na Coreia do Sul. Seu quarto single japonês, "For You", foi lançado em 17 de junho de 2015 e se tornou o primeiro hit do grupo no Japão, entrando no chart da Oricon e do Japan Hot 100. A versão japonesa de "I Need U foi lançada em dezembro de 2015 e estreou em primeiro lugar na Oricon. O single japonês de acompanhamento, "Run", foi lançado em 15 de março de 2016.
O grupo conseguiu seu primeiro hit número um com "Blood Sweat & Tears" no final de 2016, vendendo mais de 1,5 milhão de cópias na Coreia do Sul e alcançando o 1º lugar no chart World Digital Songs da Billboard. A versão japonesa do single foi lançada em maio de 2017 sob o nome "Chi, Ase, Namida" (血、汗、涙) e tornou-se o primeiro single do grupo a ser certificado como Platina pela Recording Industry Association of Japan. O grupo lançou três singles em 2017: "Spring Day", "Not Today" e "DNA". Todos os singles alcançaram o top 10 na Coreia do Sul e o primeiro lugar no chart World Digital Songs. "DNA" entrou em 68º lugar na Billboard Hot 100. Um remix de "MIC Drop" feita pelo DJ americano Steve Aoki e com participação do rapper Desiigner foi lançada em novembro de 2017, alcançando o top 40 no Hot 100 e se tornando a primeira música de um grupo coreano a ser certificado como ouro pela Recording Industry Association of America em fevereiro de 2018. A música foi posteriormente certificada como platina. Uma versão japonesa do single, incluindo "DNA" e "Crystal Snow", foi lançada em dezembro de 2017 e vendeu mais de 500.000 cópias em um mês, tornando-se o único disco de um artista estrangeiro a ser certificado como "Double Platinum" pela RIAJ em 2017.
"Fake Love" e "Idol", ambas lançadas em 2018, lideraram os charts da Coreia do Sul e alcançaram o Hot 100. "DNA", "Fake Love" e "Idol" também foram certificadas como ouro pela RIAA.

## Como artista principal
| "No More Dream"                                                                      | 2013 | 124 | —  | —  | —   | — | —  | —  | —  | —  | 14 | - KOR: 49,068                                                     | —                  | 2 Cool 4 Skool                                   |
| "We Are Bulletproof Pt. 2"                                                           | 2013 | —   | —  | —  | —   | — | —  | —  | —  | —  | —  | —                                                                 | —                  | 2 Cool 4 Skool                                   |
| "N.O"                                                                                | 2013 | 92  | —  | —  | —   | — | —  | —  | —  | —  | —  | - KOR: 42,952                                                     | —                  | O!RUL8,2?                                        |
| "Boy in Luv" (상남자)                                                                | 2014 | 45  | —  | —  | —   | — | —  | —  | —  | —  | 5  | - KOR: 204,742                                                    | —                  | Skool Luv Affair                                 |
| "Just One Day" (하루만)                                                              | 2014 | 149 | —  | —  | —   | — | —  | —  | —  | —  | 25 | - KOR: 34,803                                                     | —                  | Skool Luv Affair                                 |
| "Danger"                                                                             | 2014 | 58  | —  | —  | —   | — | —  | —  | —  | —  | 7  | - KOR: 56,577                                                     | —                  | Dark & Wild                                      |
| "War of Hormone" (호르몬전쟁)                                                        | 2014 | 173 | —  | —  | —   | — | —  | —  | —  | —  | 11 | - KOR: 37,393                                                     | —                  | Dark & Wild                                      |
| "I Need U"                                                                           | 2015 | 5   | —  | —  | —   | — | 4  | —  | —  | —  | 4  | - KOR: 826,496 - EUA: 82,000                                      | —                  | The Most Beautiful Moment in Life, Part 1        |
| "Dope" (쩔어)                                                                        | 2015 | 44  | —  | —  | —   | — | —  | —  | —  | —  | 3  | - KOR: 360,349                                                    | —                  | The Most Beautiful Moment in Life, Part 1        |
| "Run"                                                                                | 2015 | 8   | —  | —  | —   | — | 2  | —  | —  | —  | 3  | - KOR: 612,236                                                    | —                  | The Most Beautiful Moment in Life, Part 2        |
| "Epilogue: Young Forever"                                                            | 2016 | 29  | —  | —  | —   | — | —  | —  | —  | —  | 3  | - KOR: 103,724                                                    | —                  | The Most Beautiful Moment in Life: Young Forever |
| "Fire" (불타오르네)                                                                  | 2016 | 7   | —  | —  | —   | — | 30 | —  | —  | —  | 1  | - KOR: 856,373 - EUA: 78,000                                      | —                  | The Most Beautiful Moment in Life: Young Forever |
| "Save Me"                                                                            | 2016 | 19  | —  | —  | —   | — | —  | —  | —  | —  | 2  | - KOR: 241,463 - EUA: 72,000                                      | —                  | The Most Beautiful Moment in Life: Young Forever |
| "Blood Sweat & Tears" (피 땀 눈물)                                                   | 2016 | 1   | 77 | —  | 86  | — | 18 | —  | —  | —  | 1  | - KOR: 1,575,357                                                  | —                  | Wings                                            |
| "Spring Day" (봄날)                                                                  | 2017 | 1   | 28 | —  | 100 | — | 38 | —  | —  | —  | 1  | - KOR: 2,500,000+ - EUA: 14,000                                   | —                  | You Never Walk Alone                             |
| "Not Today"                                                                          | 2017 | 6   | —  | —  | 77  | — | 23 | —  | —  | —  | 1  | - KOR: 258,206 - EUA: 12,000                                      | —                  | You Never Walk Alone                             |
| "DNA"                                                                                | 2017 | 2   | 1  | 99 | 47  | — | 5  | —  | 90 | 67 | 1  | - KOR: 869,080 - EUA: 14,000 - RIAA: Ouro                         | —                  | Love Yourself: Her                               |
| "Fake Love"                                                                          | 2018 | 1   | 1  | 36 | 22  | — | 5  | 35 | 42 | 10 | 1  | - EUA: 34,000                                                     | - RIAA: Ouro       | Love Yourself: Tear                              |
| "Idol" (solo ou com a Nicki Minaj)                                                   | 2018 | 1   | 1  | 35 | 5   | — | 11 | —  | 21 | 11 | 1  | —                                                                 | - RIAA: Ouro       | Love Yourself: Answer                            |
| Inglês                                                                               |      |     |    |    |     |   |    |    |    |    |    |                                                                   |                    |                                                  |
| "MIC Drop" (Steve Aoki Remix) (participação de Desiigner)                            | 2017 | 23  | 63 | 50 | 37  | — | —  | —  | 46 | 28 | 1  | - KOR: 80,550 - EUA: 132,000                                      | - RIAA: Platina    | Love Yourself: Answer                            |
| "Dynamite"                                                                           | 2020 | 1   | 1  | 2  | 2   | — | 2  | 4  | 3  | 1  | —  | - CHN: 1,152,112 - JPN: 92,889(Dig.) - UK: 22,000 - US: 1,031,000 | - RIAA: Platina    | ASA                                              |
| Japonês                                                                              |      |     |    |    |     |   |    |    |    |    |    |                                                                   |                    |                                                  |
| "No More Dream"                                                                      | 2014 | —   | —  | —  | —   | 8 | 6  | —  | —  | —  | —  | - JP: 34,748                                                      | —                  | Wake Up                                          |
| "Boy in Luv"                                                                         | 2014 | —   | —  | —  | —   | 4 | 4  | —  | —  | —  | —  | - JP: 44,302                                                      | —                  | Wake Up                                          |
| "Danger"                                                                             | 2014 | —   | —  | —  | —   | 5 | —  | —  | —  | —  | —  | - JP: 50,261                                                      | —                  | Wake Up                                          |
| "For You"                                                                            | 2015 | —   | —  | —  | —   | 1 | 1  | —  | —  | —  | —  | - JP: 75,151                                                      | - RIAJ: Ouro       | Youth                                            |
| "I Need U"                                                                           | 2015 | —   | —  | —  | —   | 3 | 4  | —  | —  | —  | —  | - JP: 105,235                                                     | - RIAJ: Ouro       | Youth                                            |
| "Run"                                                                                | 2016 | —   | —  | —  | —   | 2 | 2  | —  | —  | —  | —  | - JP: 133,469                                                     | - RIAJ: Ouro       | Youth                                            |
| "Chi, Ase, Namida" (血、汗、涙)                                                      | 2017 | —   | —  | —  | —   | 1 | 1  | —  | —  | —  | —  | - JP: 332,802                                                     | - RIAJ: Platina    | Face Yourself                                    |
| "MIC Drop"                                                                           | 2017 | —   | —  | —  | —   | 1 | 1  | —  | —  | —  | —  | - JP: 386,295                                                     | - RIAJ: 2× Platina | Face Yourself                                    |
| "DNA"                                                                                | 2017 | —   | —  | —  | —   | 1 | 10 | —  | —  | —  | —  | - JP: 386,295                                                     | - RIAJ: 2× Platina | Face Yourself                                    |
| "Crystal Snow"                                                                       | 2017 | —   | —  | —  | —   | 1 | 19 | —  | —  | —  | —  | - JP: 386,295                                                     | - RIAJ: 2× Platina | Face Yourself                                    |
| "Fake Love"                                                                          | 2018 | —   | —  | —  | —   | 1 | 1  | —  | —  | —  | —  | - JP: 471,083                                                     | - RIAJ: 2× Platina | ASA                                              |
| "Airplane Pt. 2"                                                                     | 2018 | —   | —  | —  | —   | 1 | 25 | —  | —  | —  | —  | - JP: 471,083                                                     | - RIAJ: 2× Platina | ASA                                              |
| "—" nota lançamentos que não entraram nos charts ou não foram lançados nessa região. |      |     |    |    |     |   |    |    |    |    |    |                                                                   |                    |                                                  |

## Como artista convidado
| "Ashes"(재) (Lim Jeong-hee com BTS)                                                       | 2010 | —  | —  | —  | —  | —  | —  | — | —  | —  | —  |                | —          | It Can't Be Real            |
| "Love U, Hate U" (2AM com participação do BTS)                                            | 2010 | 86 | —  | —  | —  | —  | —  | — | —  | —  | —  |                | —          | Saint o'Clock               |
| "Bad Girl" (Lee Hyun com BTS e GLAM)                                                      | 2011 | —  | —  | —  | —  | —  | —  | — | —  | —  | —  |                | —          | You Are The Best Of My Life |
| "Because I'm a Foolish Woman" (바보같은 여자라) (Kan Mi-youn com BTS)                     | 2011 | —  | —  | —  | —  | —  | —  | — | —  | —  | —  |                | —          | Watch                       |
| "Song To Make You Smile" (널 웃게 할 노래) (Lee Seung-gi com BTS e Hareem)                | 2011 | 36 | —  | —  | —  | —  | —  | — | —  | —  | —  | - KOR: 329,031 |            | Tonight                     |
| "Waste It on Me" (Steve Aoki com BTS)                                                     | 2018 | 80 | 61 | 64 | 98 | 63 | 19 | — | 28 | 57 | 89 | - EUA: 27,000  | - MC: Ouro | Neon Future III             |
| "—" apresenta lançamentos que não entraram nos charts ou não foram lançados nessa região. |      |    |    |    |    |    |    |   |    |    |    |                |            |                             |

## Singles promocionais
| Título                   | Ano  | Posição | Vendas        | Álbum                |
| Título                   | Ano  | KOR     | Vendas        | Álbum                |
| ------------------------ | ---- | ------- | ------------- | -------------------- |
| "Better Call Saul theme" | 2015 | -       | -             | Death Express        |
| "Come Back Home"         | 2017 | 21      | - KOR: 52,128 | Seo Taiji 25 Project |
| "With Seoul"             | 2017 | —       | —             | Sem álbum            |

## Outras músicas nos charts
| Título                                                                                 | Ano  | Posição nos charts | Posição nos charts | Posição nos charts | Posição nos charts | Posição nos charts | Posição nos charts | Posição nos charts | Posição nos charts | Posição nos charts | Posição nos charts | Vendas                     | Álbum                                            |
| Título                                                                                 | Ano  | KOR                | KOR                | AUS                | CAN                | FIN                | JPN Hot 100        | NZ                 | NZ                 | US                 | US World           | Vendas                     | Álbum                                            |
| Título                                                                                 | Ano  | Gaon               | Hot 100            | AUS                | CAN                | FIN                | JPN Hot 100        | Heat.              | Hot                | US                 | US World           | Vendas                     | Álbum                                            |
| -------------------------------------------------------------------------------------- | ---- | ------------------ | ------------------ | ------------------ | ------------------ | ------------------ | ------------------ | ------------------ | ------------------ | ------------------ | ------------------ | -------------------------- | ------------------------------------------------ |
| "I Like It" (좋아요)                                                                   | 2013 | —                  | —                  | —                  | —                  | —                  | —                  | —                  | —                  | —                  | —                  | - KOR: 10,700              | 2 Cool 4 Skool                                   |
| "Satoori Rap" (팔도강산)                                                               | 2013 | 303                | —                  | —                  | —                  | —                  | —                  | —                  | —                  | —                  | —                  | - KOR: 4,326               | O!RUL8,2?                                        |
| "Attack on Bangtan" (진격의 방탄)                                                      | 2013 | 353                | —                  | —                  | —                  | —                  | —                  | —                  | —                  | —                  | —                  | - KOR: 3,769               | O!RUL8,2?                                        |
| "We On"                                                                                | 2013 | 368                | —                  | —                  | —                  | —                  | —                  | —                  | —                  | —                  | —                  | - KOR: 3,590               | O!RUL8,2?                                        |
| "If I Ruled the World"                                                                 | 2013 | 373                | —                  | —                  | —                  | —                  | —                  | —                  | —                  | —                  | —                  | - KOR: 3,478               | O!RUL8,2?                                        |
| "Where You From" (어디에서 왔는지)                                                     | 2014 | 156                | —                  | —                  | —                  | —                  | —                  | —                  | —                  | —                  | —                  | - KOR: 11,950              | Skool Luv Affair                                 |
| "Tomorrow"                                                                             | 2014 | 180                | —                  | —                  | —                  | —                  | —                  | —                  | —                  | —                  | 24                 | - KOR: 6,808               | Skool Luv Affair                                 |
| "Jump"                                                                                 | 2014 | 190                | —                  | —                  | —                  | —                  | —                  | —                  | —                  | —                  | —                  | - KOR: 6,320               | Skool Luv Affair                                 |
| "Spine Breaker" (등골브레이커)                                                         | 2014 | 201                | —                  | —                  | —                  | —                  | —                  | —                  | —                  | —                  | —                  | - KOR: 6,027               | Skool Luv Affair                                 |
| "BTS Cypher Pt. 2: Triptych"                                                           | 2014 | 208                | —                  | —                  | —                  | —                  | —                  | —                  | —                  | —                  | —                  | - KOR: 5,606               | Skool Luv Affair                                 |
| "Outro: Propose"                                                                       | 2014 | 231                | —                  | —                  | —                  | —                  | —                  | —                  | –                  | —                  | —                  | - KOR: 4,977               | Skool Luv Affair                                 |
| "Intro: Skool Luv Affair"                                                              | 2014 | 246                | —                  | —                  | —                  | —                  | —                  | —                  | —                  | —                  | —                  | - KOR: 4,595               | Skool Luv Affair                                 |
| "Skit: Soulmate"                                                                       | 2014 | 312                | —                  | —                  | —                  | —                  | —                  | —                  | —                  | —                  | —                  | - KOR: 3,848               | Skool Luv Affair                                 |
| "Miss Right"                                                                           | 2014 | 43                 | —                  | —                  | —                  | —                  | —                  | —                  | —                  | —                  | —                  | - KOR: 67,954              | Skool Luv Affair Special Addition                |
| "Slow Jam Remix" (Like) (좋아요)                                                       | 2014 | 232                | —                  | —                  | —                  | —                  | —                  | —                  | —                  | —                  | —                  | - KOR: 7,080               | Skool Luv Affair Special Addition                |
| "Rain"                                                                                 | 2014 | 162                | —                  | —                  | —                  | —                  | —                  | —                  | —                  | —                  | —                  | - KOR: 12,220              | Dark & Wild                                      |
| "Blanket Kick" (이불킥)                                                                | 2014 | 163                | —                  | —                  | —                  | —                  | —                  | —                  | —                  | —                  | —                  | - KOR: 12,164              | Dark & Wild                                      |
| "Let Me Know"                                                                          | 2014 | 175                | —                  | —                  | —                  | —                  | —                  | —                  | —                  | —                  | —                  | - KOR: 10,338              | Dark & Wild                                      |
| "24/7=Heaven"                                                                          | 2014 | 175                | —                  | —                  | —                  | —                  | —                  | —                  | —                  | —                  | —                  | - KOR: 10,505              | Dark & Wild                                      |
| "Look Here" (여기 봐)                                                                  | 2014 | 178                | —                  | —                  | —                  | —                  | —                  | —                  | —                  | —                  | —                  | - KOR: 10,370              | Dark & Wild                                      |
| "Would You Turn Off Your Cellphone?" (핸드폰 좀 꺼줄래)                                | 2014 | 182                | —                  | —                  | —                  | —                  | —                  | —                  | —                  | —                  | —                  | - KOR: 10,158              | Dark & Wild                                      |
| "2nd Grade" (2학년)                                                                    | 2014 | 192                | —                  | —                  | —                  | —                  | —                  | —                  | —                  | —                  | —                  | - KOR: 9,350               | Dark & Wild                                      |
| "Hip Hop Lover" (힙합성애자)                                                           | 2014 | 196                | —                  | —                  | —                  | —                  | —                  | —                  | —                  | —                  | —                  | - KOR: 9,102               | Dark & Wild                                      |
| "BTS Cypher Pt. 3: Killer" (com Supreme Boi)                                           | 2014 | 199                | —                  | —                  | —                  | —                  | —                  | —                  | —                  | —                  | —                  | - KOR: 8,707               | Dark & Wild                                      |
| "Intro: What Am I to You"                                                              | 2014 | 219                | —                  | —                  | —                  | —                  | —                  | —                  | —                  | —                  | —                  | - KOR: 7,785               | Dark & Wild                                      |
| "Outro: Does That Make Sense?" (Outro: 그게 말이 돼?)                                  | 2014 | 224                | —                  | —                  | —                  | —                  | —                  | —                  | —                  | —                  | —                  | - KOR: 7,754               | Dark & Wild                                      |
| "Interlude: What Are You Doing" (Interlude: 뭐해)                                      | 2014 | 252                | —                  | —                  | —                  | —                  | —                  | —                  | —                  | —                  | —                  | - KOR: 7,376               | Dark & Wild                                      |
| "Hold Me Tight" (잡아줘)                                                               | 2015 | 59                 | —                  | —                  | —                  | —                  | —                  | —                  | —                  | —                  | 12                 | - KOR: 50,941              | The Most Beautiful Moment in Life, Part 1        |
| "Converse High"                                                                        | 2015 | 70                 | —                  | —                  | —                  | —                  | —                  | —                  | —                  | —                  | 15                 | - KOR: 42,309              | The Most Beautiful Moment in Life, Part 1        |
| "Boyz with Fun" (흥탄소년단)                                                           | 2015 | 80                 | —                  | —                  | —                  | —                  | —                  | —                  | —                  | —                  | 13                 | - KOR: 33,096              | The Most Beautiful Moment in Life, Part 1        |
| "Outro: Love Is Not Over"                                                              | 2015 | 98                 | —                  | —                  | —                  | —                  | —                  | —                  | —                  | —                  | 25                 | - KOR: 24,796              | The Most Beautiful Moment in Life, Part 1        |
| "Moving On" (이사)                                                                     | 2015 | 102                | —                  | —                  | —                  | —                  | —                  | —                  | —                  | —                  | —                  | - KOR: 25,996              | The Most Beautiful Moment in Life, Part 1        |
| "Intro: The Most Beautiful Moment in Life"                                             | 2015 | 110                | —                  | —                  | —                  | —                  | —                  | —                  | —                  | —                  | —                  | - KOR: 22,056              | The Most Beautiful Moment in Life, Part 1        |
| "Skit: Expectation!"                                                                   | 2015 | 128                | —                  | —                  | —                  | —                  | —                  | —                  | —                  | —                  | —                  | - KOR: 15,095              | The Most Beautiful Moment in Life, Part 1        |
| "Butterfly"                                                                            | 2015 | 15                 | —                  | —                  | —                  | —                  | —                  | —                  | —                  | —                  | 4                  | - KOR: 115,630             | The Most Beautiful Moment in Life, Part 2        |
| "Whalien 52"                                                                           | 2015 | 31                 | —                  | —                  | —                  | —                  | —                  | —                  | —                  | —                  | 14                 | - KOR: 83,432              | The Most Beautiful Moment in Life, Part 2        |
| "Autumn Leaves" (고엽)                                                                 | 2015 | 35                 | —                  | —                  | —                  | —                  | —                  | —                  | —                  | —                  | 10                 | - KOR: 76,029              | The Most Beautiful Moment in Life, Part 2        |
| "Ma City"                                                                              | 2015 | 36                 | —                  | —                  | —                  | —                  | —                  | —                  | —                  | —                  | 9                  | - KOR: 74,542              | The Most Beautiful Moment in Life, Part 2        |
| "Silver Spoon / Crow Tit)" (뱁새)                                                      | 2015 | 44                 | —                  | —                  | —                  | —                  | —                  | —                  | —                  | —                  | 8                  | - KOR: 58,494              | The Most Beautiful Moment in Life, Part 2        |
| "Outro: House of Cards"                                                                | 2015 | 47                 | —                  | —                  | —                  | —                  | —                  | —                  | —                  | —                  | 11                 | - KOR: 52,230              | The Most Beautiful Moment in Life, Part 2        |
| "Intro: Never Mind"                                                                    | 2015 | 50                 | —                  | —                  | —                  | —                  | —                  | —                  | —                  | —                  | 19                 | - KOR: 44,443              | The Most Beautiful Moment in Life, Part 2        |
| "Skit: One Night in a Strange City"                                                    | 2015 | 74                 | —                  | —                  | —                  | —                  | —                  | —                  | —                  | —                  | —                  | - KOR: 32,799              | The Most Beautiful Moment in Life, Part 2        |
| "Butterfly (Prologue Mix)"                                                             | 2016 | 57                 | —                  | —                  | —                  | —                  | —                  | —                  | —                  | —                  | —                  | - KOR: 44,247              | The Most Beautiful Moment in Life: Young Forever |
| "Love Is Not Over"                                                                     | 2016 | 60                 | —                  | —                  | —                  | —                  | —                  | —                  | —                  | —                  | 10                 | - KOR: 44,984              | The Most Beautiful Moment in Life: Young Forever |
| "House of Cards"                                                                       | 2016 | 61                 | —                  | —                  | —                  | —                  | —                  | —                  | —                  | —                  | 9                  | - KOR: 44,225              | The Most Beautiful Moment in Life: Young Forever |
| "Run (Ballad Mix)"                                                                     | 2016 | 68                 | —                  | —                  | —                  | —                  | —                  | —                  | —                  | —                  | —                  | - KOR: 38,314              | The Most Beautiful Moment in Life: Young Forever |
| "I Need U (Urban Mix)"                                                                 | 2016 | 97                 | —                  | —                  | —                  | —                  | —                  | —                  | —                  | —                  | —                  | - KOR: 31,423              | The Most Beautiful Moment in Life: Young Forever |
| "I Need U (Remix)"                                                                     | 2016 | 122                | —                  | —                  | —                  | —                  | —                  | —                  | —                  | —                  | —                  | - KOR: 25,720              | The Most Beautiful Moment in Life: Young Forever |
| "Butterfly (Alternative Mix)"                                                          | 2016 | 162                | —                  | —                  | —                  | —                  | —                  | —                  | —                  | —                  | —                  | - KOR: 23,873              | The Most Beautiful Moment in Life: Young Forever |
| "Run (Alternative Mix)"                                                                | 2016 | 128                | —                  | —                  | —                  | —                  | —                  | —                  | —                  | —                  | —                  | - KOR: 23,391              | The Most Beautiful Moment in Life: Young Forever |
| "Lie" (solo do Jimin)                                                                  | 2016 | 19                 | —                  | —                  | —                  | —                  | —                  | —                  | —                  | —                  | 3                  | - KOR: 129,428             | Wings                                            |
| "Stigma" (solo do V)                                                                   | 2016 | 26                 | —                  | —                  | —                  | —                  | —                  | —                  | —                  | —                  | 10                 | - KOR: 110,898             | Wings                                            |
| "Begin" (solo do Jungkook)                                                             | 2016 | 27                 | —                  | —                  | —                  | —                  | —                  | —                  | —                  | —                  | 5                  | - KOR: 90,526              | Wings                                            |
| "Lost"                                                                                 | 2016 | 28                 | —                  | —                  | —                  | —                  | —                  | —                  | —                  | —                  | 11                 | - KOR: 126,846             | Wings                                            |
| "21st Century Girls" (21세기 소녀)                                                     | 2016 | 29                 | —                  | —                  | —                  | —                  | —                  | —                  | —                  | —                  | 3                  | - KOR: 129,884             | Wings                                            |
| "Awake" (solo do Jin)                                                                  | 2016 | 31                 | —                  | —                  | —                  | —                  | —                  | —                  | —                  | —                  | 6                  | - KOR: 105,382             | Wings                                            |
| "First Love" (solo do Suga)                                                            | 2016 | 32                 | —                  | —                  | —                  | —                  | —                  | —                  | —                  | —                  | 17                 | - KOR: 103,240             | Wings                                            |
| "2! 3! (Still Wishing There Will Be Better Days)"                                      | 2016 | 34                 | —                  | —                  | —                  | —                  | —                  | —                  | —                  | —                  | 1                  | - KOR: 116,773             | Wings                                            |
| "Am I Wrong"                                                                           | 2016 | 35                 | —                  | —                  | —                  | —                  | —                  | —                  | —                  | —                  | 14                 | - KOR: 118,474             | Wings                                            |
| "Mama" (solo do J-Hope)                                                                | 2016 | 37                 | —                  | —                  | —                  | —                  | —                  | —                  | —                  | —                  | 13                 | - KOR: 97,929              | Wings                                            |
| "Reflection" (solo do RM)                                                              | 2016 | 38                 | —                  | —                  | —                  | —                  | —                  | —                  | —                  | —                  | —                  | - KOR: 82,068              | Wings                                            |
| "BTS Cypher 4"                                                                         | 2016 | 39                 | —                  | —                  | —                  | —                  | —                  | —                  | —                  | —                  | 7                  | - KOR: 103,656             | Wings                                            |
| "Intro: Boy Meets Evil"                                                                | 2016 | 40                 | —                  | —                  | —                  | —                  | —                  | —                  | —                  | —                  | 9                  | - KOR: 69,618              | Wings                                            |
| "Interlude: Wings"                                                                     | 2016 | 43                 | —                  | —                  | —                  | —                  | —                  | —                  | —                  | —                  | 24                 | - KOR: 55,318              | Wings                                            |
| "A Supplementary Story: You Never Walk Alone"                                          | 2017 | 15                 | —                  | —                  | —                  | 10                 | —                  | —                  | —                  | —                  | 3                  | - KOR: 87,532 - EUA: 8,000 | You Never Walk Alone                             |
| "Outro: Wings"                                                                         | 2017 | 19                 | —                  | —                  | —                  | 18                 | —                  | —                  | —                  | —                  | 4                  | - KOR: 78,261 - EUA: 6,000 | You Never Walk Alone                             |
| "Best of Me"                                                                           | 2017 | 7                  | 86                 | —                  | —                  | —                  | 73                 | —                  | —                  | —                  | 3                  | - KOR: 298,321             | Love Yourself: Her                               |
| "Dimple" (보조개)                                                                      | 2017 | 10                 | —                  | —                  | —                  | —                  | —                  | —                  | —                  | —                  | 4                  | - KOR: 158,239             | Love Yourself: Her                               |
| "Pied Piper"                                                                           | 2017 | 13                 | —                  | —                  | —                  | —                  | —                  | —                  | —                  | —                  | 8                  | - KOR: 126,775             | Love Yourself: Her                               |
| "Go (Go Go)" (고민보다)                                                                | 2017 | 14                 | 2                  | —                  | —                  | —                  | 58                 | —                  | —                  | —                  | 6                  | - KOR: 434,749             | Love Yourself: Her                               |
| "MIC Drop"                                                                             | 2017 | 17                 | —                  | —                  | —                  | —                  | —                  | —                  | —                  | —                  | 7                  | - KOR: 337,136             | Love Yourself: Her                               |
| "Intro: Serendipity"                                                                   | 2017 | 18                 | —                  | —                  | —                  | —                  | —                  | —                  | —                  | —                  | 2                  | - KOR: 114,128             | Love Yourself: Her                               |
| "Outro: Her"                                                                           | 2017 | 21                 | —                  | —                  | —                  | —                  | —                  | —                  | —                  | —                  | 10                 | - KOR: 104,635             | Love Yourself: Her                               |
| "Skit: Billboard Music Awards Speech"                                                  | 2017 | 34                 | —                  | —                  | —                  | —                  | —                  | —                  | —                  | —                  | —                  | - KOR: 55,944              | Love Yourself: Her                               |
| "The Truth Untold" (전하지 못한 진심) (ft. Steve Aoki)                                 | 2018 | 7                  | 2                  | 100                | —                  | —                  | —                  | 4                  | —                  | —                  | 2                  | —                          | Love Yourself: Tear                              |
| "134340"                                                                               | 2018 | 25                 | 4                  | —                  | —                  | —                  | —                  | —                  | —                  | —                  | 11                 | —                          | Love Yourself: Tear                              |
| "Paradise" (낙원)                                                                      | 2018 | 23                 | 3                  | —                  | —                  | —                  | —                  | —                  | —                  | —                  | 8                  | —                          | Love Yourself: Tear                              |
| "Love Maze"                                                                            | 2018 | 28                 | 5                  | —                  | —                  | —                  | —                  | —                  | —                  | —                  | 7                  | —                          | Love Yourself: Tear                              |
| "Magic Shop"                                                                           | 2018 | 32                 | 6                  | —                  | —                  | —                  | —                  | —                  | —                  | —                  | 6                  | —                          | Love Yourself: Tear                              |
| "Anpanman"                                                                             | 2018 | 22                 | 5                  | —                  | —                  | —                  | 33                 | —                  | —                  | —                  | 3                  | —                          | Love Yourself: Tear                              |
| "Airplane Pt. 2"                                                                       | 2018 | 35                 | 6                  | —                  | —                  | —                  | 52                 | 9                  | —                  | —                  | 4                  | —                          | Love Yourself: Tear                              |
| "So What"                                                                              | 2018 | 44                 | 9                  | —                  | —                  | —                  | —                  | —                  | —                  | —                  | 9                  | —                          | Love Yourself: Tear                              |
| "Intro: Singularity"                                                                   | 2018 | 54                 | —                  | —                  | —                  | —                  | 34                 | —                  | —                  | —                  | 3                  | —                          | Love Yourself: Tear                              |
| "Outro: Tear"                                                                          | 2018 | 65                 | 11                 | —                  | —                  | —                  | —                  | —                  | —                  | —                  | 10                 | —                          | Love Yourself: Tear                              |
| "Fake Love" (Rocking Vibe Mix)                                                         | 2018 | 61                 | —                  | —                  | —                  | —                  | —                  | —                  | —                  | —                  | —                  | - CHN: 120,146             | Love Yourself: Answer                            |
| "Euphoria"                                                                             | 2018 | 11                 | 2                  | —                  | 86                 | —                  | 76                 | —                  | 9                  | —                  | 2                  | - EUA: 15,000              | Love Yourself: Answer                            |
| "I'm Fine"                                                                             | 2018 | 14                 | 3                  | —                  | 75                 | —                  | 36                 | —                  | 12                 | —                  | 3                  | - EUA: 14,000              | Love Yourself: Answer                            |
| "Answer: Love Myself"                                                                  | 2018 | 24                 | 4                  | —                  | —                  | —                  | —                  | —                  | —                  | —                  | 6                  | - EUA: 10,000              | Love Yourself: Answer                            |
| "Epiphany" (solo do Jin)                                                               | 2018 | 30                 | 5                  | —                  | —                  | —                  | —                  | —                  | —                  | —                  | 4                  | - EUA: 10,000              | Love Yourself: Answer                            |
| "Trivia 起: Just Dance" (solo do J-Hope)                                               | 2018 | 42                 | 6                  | —                  | —                  | —                  | —                  | —                  | —                  | —                  | 7                  | - EUA: 10,000              | Love Yourself: Answer                            |
| "Trivia 轉: Seesaw" (solo do Suga)                                                     | 2018 | 39                 | 6                  | —                  | —                  | —                  | —                  | —                  | 15                 | —                  | 5                  | - EUA: 11,000              | Love Yourself: Answer                            |
| "Trivia 承: Love" (solo do RM)                                                         | 2018 | 56                 | 8                  | —                  | —                  | —                  | —                  | —                  | —                  | —                  | 9                  | - EUA: 10,000              | Love Yourself: Answer                            |
| "Serendipity" (edição completa) (solo do Jimin)                                        | 2018 | 77                 | 9                  | —                  | —                  | —                  | —                  | —                  | —                  | —                  | 8                  | - EUA: 10,000              | Love Yourself: Answer                            |
| "Idol" (com a Nicki Minaj)                                                             | 2018 | 86                 | 10                 | —                  | 5                  | —                  | 47                 | —                  | —                  | 11                 | 1                  | - EUA: 43,000              | Love Yourself: Answer                            |
| Japonês                                                                                |      |                    |                    |                    |                    |                    |                    |                    |                    |                    |                    |                            |                                                  |
| "Crystal Snow"                                                                         | 2017 | 94                 | —                  | —                  | —                  | —                  | —                  | —                  | —                  | —                  | 2                  | - KOR: 31,543              | Face Yourself                                    |
| "Let Go"                                                                               | 2018 | —                  | —                  | —                  | —                  | —                  | 40                 | —                  | —                  | —                  | 2                  | —                          | Face Yourself                                    |
| "Intro: Ringwanderung"                                                                 | 2018 | —                  | —                  | —                  | —                  | —                  | —                  | —                  | —                  | —                  | 4                  | —                          | Face Yourself                                    |
| "Outro: Crack"                                                                         | 2018 | —                  | —                  | —                  | —                  | —                  | —                  | —                  | —                  | —                  | 5                  | —                          | Face Yourself                                    |
| "—" mostra lançamentos que não entraram nos charts ou não foram lançados nessa região. |      |                    |                    |                    |                    |                    |                    |                    |                    |                    |                    |                            |                                                  |

## Aparições em trilhas sonoras
| Título                                                                                 | Ano  | Posição nos charts | Posição nos charts | Posição nos charts | Posição nos charts | Posição nos charts | Vendas                   | Álbum                       |
| Título                                                                                 | Ano  | KOR                | FRA Digital        | JP                 | JP                 | US World           | Vendas                   | Álbum                       |
| Título                                                                                 | Ano  | KOR                | FRA Digital        | Oricon             | Hot 100            | US World           | Vendas                   | Álbum                       |
| -------------------------------------------------------------------------------------- | ---- | ------------------ | ------------------ | ------------------ | ------------------ | ------------------ | ------------------------ | --------------------------- |
| "Don't Leave Me"                                                                       | 2018 | —                  | 91                 | —                  | 10                 | 1                  | - JP: 4,611 - EUA: 9,000 | Signal OST (Remake japonês) |
| "—" mostra lançamentos que não entraram nos charts ou não foram lançados nessa região. |      |                    |                    |                    |                    |                    |                          |                             |

## Outras colaborações
| Título                 | Ano  | Membros      | Outros artistas                           | Vendas       |
| ---------------------- | ---- | ------------ | ----------------------------------------- | ------------ |
| "Perfect Christmas"    | 2013 | RM, Jungkook | Jo Kwon, Lim Jeong Hee, Joo Hee do 8eight | KOR: 64,789+ |
| "Danger (MO-BLUE-MIX)" | 2014 | Todos        | Thanh Bui (da banda North)                | —            |